# Prachhardana
Prachhardana is een pranayama (ademhalingstechniek) in yoga waarbij er sprake is van een krachtige uitademing die wordt vastgehouden. Pranayama's hebben in yoga een tweeledig nut: de toevoer van zuurstof naar de hersenen en het voorzien van het lichaam van prana, ofwel levensenergie.
Met prachhardana wordt er via stoten uitgeademd en wordt vervolgens de kumbhaka (adempauze) ingezet. Deze pranayama wordt in een kleermakerszit uitgevoerd en er wordt geademd door de neus. De uitademing gaat gepaard met veel kracht, alsof er als het ware wordt overgegeven. De kumbhaka wordt aangehouden zolang dat nog goed voelt en vervolgens wordt er weer ontspannen en gewoon geademd.
Deze pranayama zou ervoor zorgen dat het concentratievermogen wordt ontwikkeld. Ook zou het aanleren van het terugtrekken van de zintuigen ermee geleerd kunnen worden, dat in de Yogasoetra's van Patanjali omschreven staat als pratyahara. Iemand die kwakkelt met de gezondheid moet voorzichtig zijn met alle pranayama's waar kumbhaka bij wordt toegepast.
volledige ademhaling · middenrifademhaling · flankademhaling · sleutelbeenademhaling · mondademhaling · neusademhaling

abhyantara bahya stambha vritti · activerende ademhaling · agni prasana · anuloma · anuloma viloma · bhastrika · brahmari · chandra bhedana · chatur mukhi · dirgha sukshma · kapalabhati · kevala kumbhaka · kumbhaka · murcha · nadi sodhana · ohm sahita rechaka · plavini · prachhardana · prana apana samyukta · pratiloma · sahita kumbhaka · sama vritti · samanu · sapta vyahrita · sargarbha sahita kumbhaka · sarva dwara baddha · sithali · sitkari · stambha vritti · sukha purvaka · suksama shwasa prashwasa · surya bhedana · tri bandha kumbhaka · ujjayi · vaya viya kumbhaka · viloma · visama vritti